# Amira Mohamed Aliová
Amira Mohamed Aliová (* 16. ledna 1980) je německá politička, od roku 2017 do roku 2025 poslankyně Bundestagu. Od 12. listopadu 2019 do října 2023 byla spolu s Dietmarem Bartschem spolupředsedkyní poslaneckého klubu Die Linke v Bundestagu. V říjnu 2023 spolu se Sahrou Wagenknechtovou a dalšími opustila Die Linke a věnovala se přípravě nové politické strany, jejíž ustavení bylo naplánováno na leden 2024.
Předsedala sdružení založenému 26. září 2023 a nazvanému Bündnis Sahra Wagenknecht (úplný název Bündnis Sahra Wagenknecht für Vernunft und Gerechtigkeit – přibližně Spojenectví Sahry Wagenknechtové za rozum a spravedlnost), které bylo organizační platformou nové politické strany.